# Rhysida calcarata
Rhysida calcarata är en mångfotingart som beskrevs av Pocock 1891. Rhysida calcarata ingår i släktet Rhysida och familjen Scolopendridae.
Artens utbredningsområde är:
- Kambodja.
- Laos.

Inga underarter finns listade i Catalogue of Life.